# Le Maître de la parole
Le Maître de la parole. Kouma Lafôlo Kouma est une épopée romancée écrite par l'écrivain guinéen Camara Laye et publié à Paris en 1978. Il s'agit d'une des nombreuses versions écrites de l'épopée de Soundiata. Laye la relate en se fondant sur sa fréquentation des griots guinéens pendant plus de vingt ans, et en particulier sur une récitation de l'épopée qui lui a été faite dans les années 1960 par le belen-tigui (griot traditionaliste) Babou Condé. Camara Laye transcrit et traduit les propos de Babou Condé en les réécrivant en partie pour les rendre accessibles à un large public. Il écrit en français, tout en conservant de nombreuses chansons et poèmes qui ponctuent le récit et qu'il donne à la fois en malinké et en traduction française.

## Résumé
Le Maître de la parole s'ouvre sur le poème L'âme nègre suivi de trois courtes introductions par Camara Laye : « L'Afrique et l'appel des profondeurs », où il évoque les recherches sur l'histoire des cultures africaines et les liens entre l'Afrique et la France ; « L'Afrique et les griots », où il évoque les littératures orales africaines en général et la conception de son livre en particulier ; et « Babou Condé, belen-tigui ou griot traditionaliste » qui présente le maître de la parole auprès duquel Camara Laye a recueilli la version de l'épopée qu'il s'apprête à raconter. Le maître de la parole est une périphrase désignant Babou Condé. Le sous-titre, Kouma Lafôlo Kouma, est l'une des manières de désigner l'épopée de Soundiata en malinké.
Le corps du livre relate une version écrite courte de l'épopée de Soundiata, en prose parsemée de nombreuses chansons et poèmes donnés à la fois dans la version originale malinké et en traduction française. Camara Laye divise l'épopée en dix chapitres. « Moké Moussa, Moké Dantouman » raconte comment ces deux frères chasseurs rencontrent et vainquent Dô-Kamissa, la redoutable femme-buffle qui dévastait le royaume du Dô. Dô-Kamissa, rassasiée de vengeance et désirant mourir, donne elle-même à Moké Dantouman le secret qui lui permet ensuite de la vaincre. Elle lui prédit aussi qu'il devra demander en récompense au roi du Dô la main d'une jeune fille, non pas la plus belle, mais la plus laide du royaume : Sogolon Condé, héritière de son totem buffle. Il devra ensuite l'amener au roi du Mandén, Maghan Kön Fatta, pour la lui faire épouser, car le roi pourra ainsi concevoir un fils puissant. Les deux chasseurs obéissent point par point à ses recommandations. « Bilali Jbounama (ses descendants) » raconte les aventures de Bilali Khalifa, ancêtre de Maghan Kön Fatta, et de sa descendance, jusqu'à Maghan Kön Fatta lui-même. Un chasseur prédit au roi du Mandén la venue des deux chasseurs et de Sogolon. « La femme buffle-et-panthère » raconte l'arrivée de Sogolon Condé, son mariage avec Maghan Kön Fatta et leur nuit de noces mouvementée, durant laquelle Maghan a grand peine à vaincre les puissants totems-ancêtres de Sogolon afin de faire l'amour avec elle. 
« L'enfant nankama » raconte la naissance de Soundiata, annoncée par une formidable tempête. Soundiata est un nankama, un homme né pour une mission précise. Dans « L'enfance et l'éveil du nankama », Soundiata se révèle de santé fragile et paralysé des jambes pendant de longues années, d'où l'inquiétude du roi et les moqueries de la première épouse de Maghan Kön Fatta, Fatoumata Bérété. Mais Soundiata finit par se redresser et par redonner sa dignité à sa mère. 
« L'exil » relate l'exil forcé de Soundiata, de sa mère et de ses frères et sœurs après la mort de Maghan Kön Fatta. Fatoumata Bérété, vengeresse, les chasse, et ils doivent se réfugier chez plusieurs hôtes successifs. Le chapitre « Soumaoro Diarrasso » introduit Soumaoro, roi-sorcier ambitieux qui parvient à conquérir le Mandén. Soundiata résout de reconquérir son royaume natal et de lui redonner sa grandeur, ce qui fait de Soumaoro son pire ennemi. Le retour raconte le retour de Soundiata au Mandén et le début de sa guerre contre Soumaoro. La fin de la guerre est racontée dans le chapitre « Kirina », qui se concentre sur la bataille de Kirina, point culminant de la guerre. Pendant cette bataille, Soundiata remporte une victoire décisive sur Soumaoro qui prend la fuite. Le dernier chapitre, « Kourou-ke-foua », relate le triomphe de Soundiata ainsi que la fondation de l'empire du Mandén lors du sommet tenu à Kourou-ke-foua.
Le livre se termine par une post-face de Camara Laye, titrée Complément d'informations, où il commente et discute certains éléments donnés par Babou Condé dans sa récitation de l'épopée. Camara Laye donne ensuite le détail de ses choix dans la transcription du malinké ainsi qu'un lexique malinké-français comptant 1 300 mots.

## Histoire éditoriale
Le Maître de la parole est publié à Paris aux éditions Plon en 1978, sous le parrainage de la Fondation Félix Houphouët-Boigny. Le livre est ensuite réédité en collection de poche chez Presses Pocket.

## Analyse
Dans un article paru en 2014, Mamadou Kouyaté évoque le livre de Camara Laye en s'interrogeant sur son statut. Il se base sur une thèse de Florence Goyet sur le genre de l'épopée pour se demander si le texte écrit par Camara Laye possède encore les propriétés textuelles indispensables au genre, notamment la polyphonie narrative, et la présence d'homologies, ainsi que le fait que le récit épique « pense sans concepts », c'est-à-dire qu'il développe une réflexion sur des problèmes aigus sans mobiliser explicitement une armature conceptuelle. Or il estime que la version écrite par Camara Laye s'écarte largement de ces procédés en s'emparant du récit pour en faire une arme idéologique étroitement liée au contexte politique de la rédaction de son livre, celui de l'Afrique des années 1960-70. Le livre de Laye n'utilise qu'en apparence les mêmes procédés que l'épopée traditionnelle orale : en réalité, il utilise la trame de l'intrigue épique comme une base connue autour de laquelle il élabore un discours axiologique qui oriente le lecteur vers la bonne interprétation des événements de l'intrigue, indique les bons et les méchants et met en place un projet clair à l'attention de ses concitoyens. De cette façon, « Camara Laye utilise l’épique traditionnel comme arme de combat, outil de lutte contre le pouvoir qui se met en place, instrument de la conscience politique et appui de la résistance ». Dans la postface à ce numéro, l'africaniste français Jean Derive conclut de son côté : « le texte de Camara Laye, même si ce dernier se réclame d’un fameux griot, Babou Condé, n’a plus grand-chose à voir avec l’épopée telle qu’elle a été recueillie en de multiples versions orales. On peut même se demander si, mis à part les grands épisodes de la trame narrative, il est encore possible de lui attribuer le qualificatif d’épopée ».